# Doa (Fluss)
Die Doa ist ein kleiner Fluss in Frankreich, der im Département Vaucluse in der Region Provence-Alpes-Côte d’Azur verläuft. Sie entspringt unter dem Namen Ravin de Piedgros im nordwestlichen Gemeindegebiet von Viens, entwässert generell Richtung Südwest durch den Regionalen Naturpark Luberon und mündet nach rund 16 Kilometern im Gemeindegebiet von Apt als rechter Nebenfluss in den Coulon.

## Orte am Fluss
(Reihenfolge in Fließrichtung)
- Maurize, Gemeinde Viens
- Gignac
- Bouvène, Gemeinde Rustrel
- Le Passeron, Gemeinde Rustrel
- Les Simons, Gemeinde Apt

## Sehenswürdigkeiten
Der Fluss verläuft bei Rustrel am Rande der sehenswerten Ockerlandschaft Colorado Provençal bzw. Colorado de Rustrel. Sein Wasser wurde früher auch für den Gesteinsabbau verwendet.

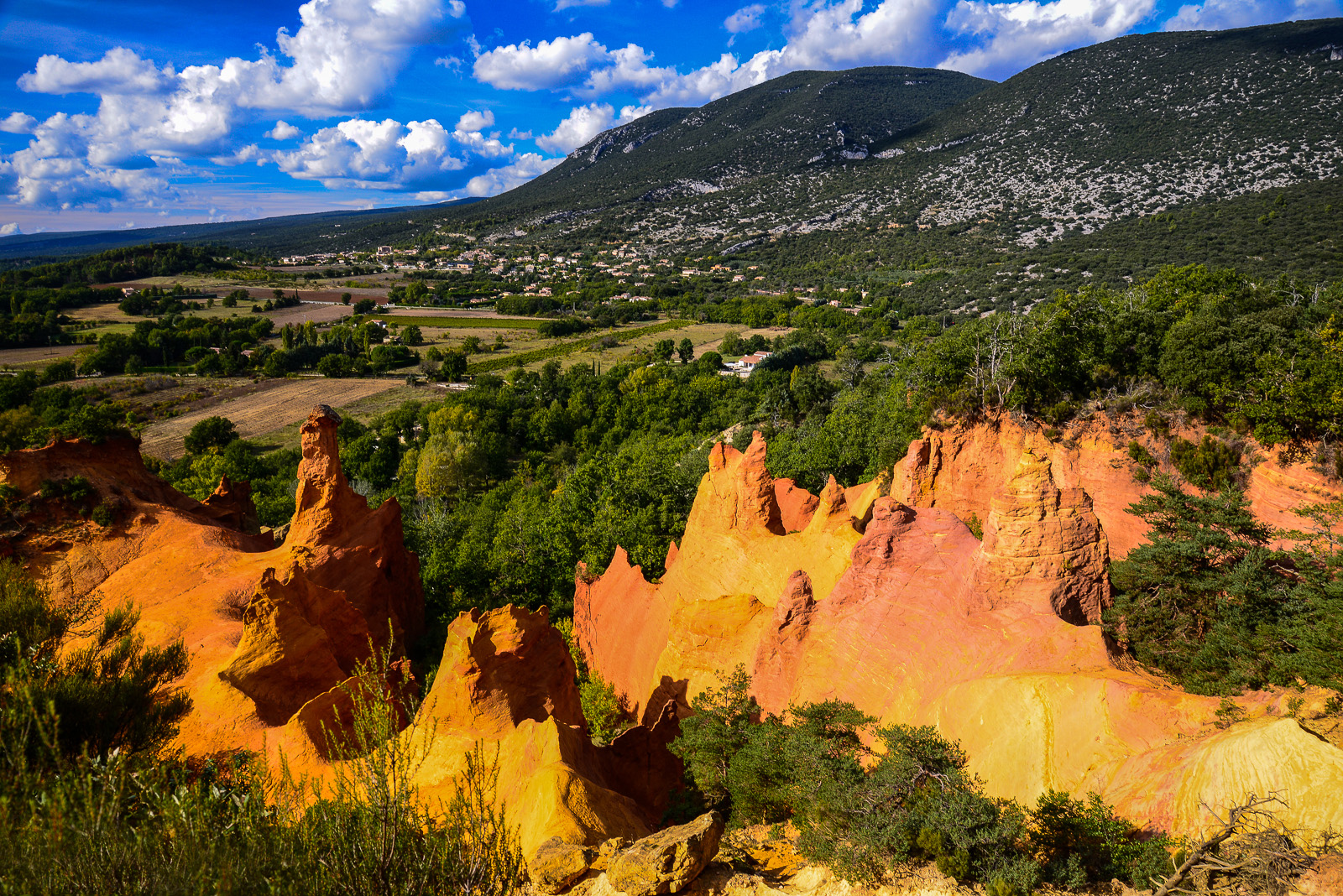
Blick von den Ockerfelsen auf Rustrel